# East Cranmore
East Cranmore är en by i civil parish Cranmore, i enhetskommunen Somerset, i grevskapet Somerset, i England. Byn är belägen 11 km från Frome. East Cranmore var en civil parish fram till 1933 när blev den en del av Cranmore. Civil parish hade 89 invånare år 1931. Byn nämndes i Domedagsboken (Domesday Book) år 1086, och kallades då Crenemelle/Crenemella.